# Mazzotti-Reaktion
Die Mazzotti-Reaktion stellt einen Symptomenkomplex dar, der sich unter der Therapie einer Fadenwurmerkrankung vor allem mit dem Anthelminthikum Diethylcarbamazin (DEC) einstellt bzw. einstellen kann. Erstbeschreiber war der mexikanische Parasitologe Luigi Mazzotti (1900–1971), der sie 1948 entdeckte.

## Symptomatik und Pathogenese
Durch die anthelmintische Therapie sterben die Würmer im Körper des Wirtes ab. Bei diesem Prozess gelangen vermehrt parasitäre Antigene in den Wirtsorganismus, die dort eine (überschießende) Immunreaktion auslösen. Die Symptome der Reaktion sind somit meist dem allergischen Formenkreis zuzuordnen:
- Quaddelbildung,
- Hypotension mit reaktiver Tachykardie,
- und Ödembildung

Zusätzlich finden sich Allgemeinsymptome wie Fieber, geschwollene und druckschmerzhafte Lymphknoten, Gelenk- sowie Bauchschmerzen. Im Extremfall kann sich die Mazzotti-Reaktion bis zum anaphylaktischen Schock ausweiten, der akut lebensbedrohlich ist. Die Reaktion bildet sich meist innerhalb von 7 Tagen nach Therapiebeginn aus, wobei das Ausmaß der Symptome mit der Parasitenbefallsdichte zu korrelieren scheint.

## Auslöser

Strukturformel von Diethylcarbamazin, einem häufigen Auslöser der Mazzotti-Reaktion

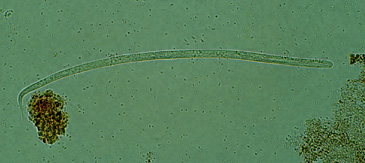
Mikrofoto von Onchocerca volvulus, dem Erreger der Flussblindheit

Mazzotti beschrieb die Reaktion bei der Behandlung der Flussblindheit mit Diethylcarbamazin. Aber auch andere antiparasitäre Wirkstoffe kommen als Auslöser in Frage wie z. B. Ivermectin, Praziquantel und Albendazol. Weitere parasitäre Erkrankungen, bei deren Therapie eine Mazzotti-Reaktion auftreten kann, stellen der Befall mit Pärchenegeln oder dem Zwergfadenwurm dar. Auch bei der Ivermectin-Behandlung der Krätze wurde schon das Auftreten des Symptomenkomplexes beschrieben.

## Mazzotti-Test

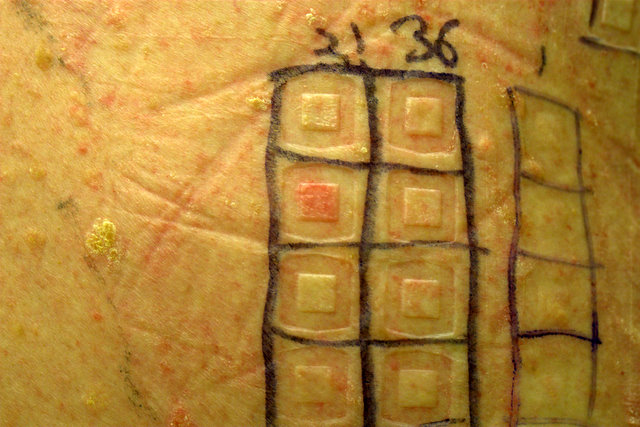
Bild eines Epikutantests. Das zweite Feld von oben links zeigt einen schwach positiven Befund

Da unter der DEC-Therapie der Flussblindheit sehr häufig die Mazzotti-Reaktion auftritt, kann man sich diesen Sachverhalt diagnostisch zunutze machen:
Die technisch einfachere – wenn auch riskantere – Möglichkeit ähnelt der Diagnosis ex juvantibus. Der Patient erhält hierbei eine orale DEC-Dosis; zeigt er anschließend die typischen Symptome der Mazzotti-Reaktion kann man recht sicher davon ausgehen, dass er von Onchocera volvulus oder anderen Filarien befallen ist.
Die elegantere Form ist eine Variante des Epikutantest. Im Gegensatz zum üblichen Test wird dem Patienten kein Allergen auf die Haut aufgebracht, sondern DEC wird auf die Haut aufgetragen und dort unter einem Aluminium-Hütchen belassen. Der Wirkstoff tötet die unter dem Alu-Plättchen in der Haut befindlichen Larven ab und es kommt zu einer lokal begrenzten Immunreaktion auf die frei werdenden Erregerbestandteile. Dermatologisch lässt sich ein positiver Test auch hier u. a. an der Bildung eines Erythems, Ekzems, Papeln oder Vesikeln ablesen. Die Möglichkeit einer systemischen, anaphylaktischen Reaktion ist bei dieser Form des Tests äußerst gering.
Bei beiden Varianten bietet sich im Falle eines positiven Nachweises die Möglichkeit, den Befall mit anderen Medikamenten (sofern verfügbar) zu behandeln, die ein deutlich niedrigeres Risiko für eine Mazzotti-Reaktion aufweisen.

## Therapie
Da die Ursache eine Überreaktion des Immunsystems darstellt, eignen sich zur (präemptiven) Therapie bzw. Prophylaxe immunsuppressive Glucocorticoide wie z. B. Prednison. Stellt sich eine Schock-Symptomatik ein, so ist der Patient entsprechend einer Anaphylaxie zu behandeln (Katecholamine, Volumentherapie).

## Ähnliche Krankheitsbilder
Eine der pathophysiologischen Erklärungen für die Jarisch-Herxheimer-Reaktion, die z. B. bei der Penicillin-G-Therapie der Lues auftreten kann, beruht auf einem ähnlichen Pathomechanismus. Auch hier sollen plötzlich freiwerdende Erregerbestandteile zu einer Überreaktion des Abwehrsystems mit massiver Interleukinausschüttung prädispositionieren, die bis hin zum Schock führen kann.
Bei der Therapie der (zystischen) Echinokokkose kann es bei operativem Vorgehen zur Eröffnung einer erregerhaltigen Zyste kommen, aus der die Parasitenbestandteile in den Körper streuen und eine systemisch-allergische Reaktion auslösen können.